# Белозёрка (Херсонская область)
Белозёрка (укр. Білозе́рка) — посёлок, административный центр Белозёрской общины, Херсонского района Херсонской области Украины.

## Географическое положение
Расположен на берегу Белого озера, рукавом соединено с Днепром.

## История
Белозёрка возникла в 1780 году и сначала носила имя Ивановка, с 1798 года — Скадовка.
В 1905 году Белозерка являлась местечком Херсонского уезда Херсонской губернии Российской империи с населением 1300 жителей, здесь действовали две школы (министерства просвещения и церковно-приходская), до десяти торгово-промышленных заведений, метеорологическая станция и православная церковь.
1 ноября 1939 года началось издание местной газеты.
Во время Великой Отечественной войны с 17 августа 1941 до 14 марта 1944 года селение находилось под немецкой оккупацией.
С 1956 года — посёлок городского типа. В 1968 году население составляло 6,7 тыс. человек, здесь действовали завод стройматериалов и машинно-мелиоративная станция.
В мае 1995 года Кабинет министров Украины утвердил решение о приватизации находившейся здесь райсельхозтехники.
В 2003 году были утверждены герб и флаг посёлка.
В 2014 сгорел кинотеатр (не восстановлен).
В 2022 году, во время вторжения России на Украину, было оккупировано российской армией.
Освобождена в ходе контрнаступления ВСУ в Херсонской области 11 ноября 2022 года.

## Население
В январе 1989 года численность населения составляла 9440 человек.
По состоянию на 1 января 2013 года численность населения составляла 9779 человек.

### Языковой состав
Родной язык населения по данным переписи 2001 года:
| Язык       | Численность, чел. | Доля     |
| ---------- | ----------------- | -------- |
| Украинский | 8 467             | 88,53 %  |
| Русский    | 988               | 10,33 %  |
| Другое     | 109               | 1,14 %   |
| Итого      | 9 564             | 100,00 % |

## Инфраструктура
Имеются промкомбинат, 3 средние школы, школа рабочей молодежи, Дом культуры, кинотеатр (до 2014 г.), библиотека. Основная сельхоз-специализация района — земледелие (зерновые культуры, сады, виноградники) и мясо-молочное животноводство.

## Транспорт
Находится в 14 км юго-западнее железнодорожной станции Херсон Одесской железной дороги.

## Достопримечательности
- остатки Благовещенского монастыря 2-й половины XIX века.

### Храмы
- Храм Святителя Николая Чудотворца УПЦ КП
- Храм Иоанна Предтечи УПЦ МП
- Храм Иоанна Кронштадтского УПЦ МП